# Goveđari
Goveđari (tal. Govegiari) su mjesto na otoku Mljetu i smatraju se glavnim naseljem zapadne strane otoka. U naselju se nalazi uprava nacionalnog parka Mljet, pošta te župna crkva sa župnim dvorom. Goveđari su jedino mjesto u nacionalnom parku koje nije na moru.

## Povijest
Zapadna strana otoka Mljeta do kraja 18. stoljeća nije bila nikako naseljavana. Ne računajući ilirsko stanovništvo na otoku, koje nije imalo stalne naseobine. Prvo stalno naselje bile su Polače, ali ni Polače nisu bile naselje u današnjem smislu te riječi jer je u Polačama postojala samo palača sa stanovnicima, nije postojalo naselje. Do 11. stoljeća, romansko stanovništo odupiralo se naseljavanju drugih naroda u zapadnu trećinu otoka, koju su držali pod svojom vlašću. Poslije rimske vladavine, vlast na zapadnom dijelu otoka preuzimaju benediktinci, koji su do kraja 18. stoljeća zabranjivali bilo kakvo stalno naseljavanje u to područje. Samostan je svake godine među stanovnicima otoka birao šest težaka i šest pastira koji su samo tu godinu živjeli na zapadnoj strani otoka. Stalno je naseljavanje bilo zabranjeno. Ipak, 1793. godine, benedikticni dopuštaju permanentno useljavanje obitelji Milić (braći Nikoli i Petru), babinopoljskim težacima, doseljenicima iz Slanog, te Babinopoljcu Vincencu Stražičiću - Bastu kako bi za samostan čuvali stoku (mjesto je po stoci (govedima) i dobilo ime). Mjesto se širi kasnijim doseljavanjem obitelji Hajdić, Stražičić, Sršen i Matana. S obzirom na to da prije toga nije bilo stalnog naselja na zapadnoj strani, smatra se da su Goveđari prvo naselje na području današnjeg nacionalnog parka.

## Gospodarstvo
Naselje se smjestilo uz vrlo plodno polje Pomjentu, tako da je stanovništvo svoje gospodarstvo oduvijek baziralo na poljoprivredi. Zbog udaljenosti od mora, stanovnici Goveđara se nikad nisu bavili ribarstvom u velikoj mjeri. Mjesto turistički nije razvijeno jer stanovnici, koji se bave turizmom, tokom ljeta odlaze u okolna mjesta na moru.

## Stanovništvo
Po broju stanovnika, Goveđari su oduvijek bili na drugom mjestu, odmah iza Babinog Polja. S obzirom na to da su Goveđari dosta staro naselje, suočavaju se s problemom starog stanovništva, ali i s problemom iseljavanja jer zbog turizma mnogi stanovnici odlaze živjeti u okolna naselja na moru. Prema popisu stanovništva iz 2001. godine, Goveđari imaju 165 stanovnika. Pritom treba imati na umu, kako u ukupan broj stanovnika Goveđara, ulaze i stanovnici okolnih naselja, bivših zaselaka, tako da je broj stanovnika samog mjesta znatno manji.
| broj stanovnika | 118   | 163   | 128   | 179   | 169   | 240   | 317   | 348   | 274   | 283   | 286   | 238   | 182   | 179   | 165   | 151   | 138   |
|                 | 1857. | 1869. | 1880. | 1890. | 1900. | 1910. | 1921. | 1931. | 1948. | 1953. | 1961. | 1971. | 1981. | 1991. | 2001. | 2011. | 2021. |

## Obrazovanje
Goveđari su jedino mjesto na otoku, uz Babino Polje, koje ima osnovnu školu. S obzirom na malen broj učenika, koji gravitiraju prema Goveđarima, u mjestu ne postoji osmogodišnja škola, već trogodišnja. Poslije trećeg razreda, djeca nastavljaju školovanje u Babinom Polju.

## Goveđarski zaseoci do 2006. godine
- Babine Kuće
- Soline
- Pristanište (tal. Santa Maria di Méleda) - luka na Velikom jezeru u kojoj se nalazi uprava NP Mljet i pošta Goveđari
- Njivice
- Velika Loza (tal. Porto Loggia) - sastoji se od dvije kuće: župnog dvora i jedne obiteljske kuće